# Kanonjolle
 Der er for få eller ingen kildehenvisninger i denne artikel, hvilket er et problem. Du kan hjælpe ved at angive troværdige kilder til de påstande, som fremføres i artiklen.

En kanonjolle var et orlogsfartøj med sejl og årer og var en vigtig fartøjstype for marinen fra 1600-tallet og frem til slutningen af 1800-tallet. Særligt efter den engelske overtagelse af det meste af den fælles dansk-norske flåde i 1807 blev der bygget en stor kanonjolleflåde.
Kanonjollen var den dansk-norske betegnelse for den mindste type af kanonbåde.
Kopien Øster Riisøer 3 blev bygget i 1991 i Norge, og kanonjollen Corsør blev bygget fra 2016 til 2019.